# Svend Erik Hovmand
Svend Erik Hovmand (født 8. december 1945 i Slemminge, Sakskøbing) er en dansk politiker og tidligere minister fra Venstre.
Folketingsmedlem for Storstrøms Amtskreds fra 9. jan. 1975. Energiminister 12. marts 1986-3. juni 1988. Boligminister 18. dec. 1990-25. jan. 1993. Skatteminister fra 27. nov. 2001 til 2. august 2004. Præsident for Nordisk Råd 2001.
Søn af gårdejer Johs. Hovmand og Gunnild Hovmand.
Realeksamen 1963. Tømreruddannet 1966. Teknikumingeniørstudium. Journalistuddannet 1970. Kortere studieophold i Tyskland og England.
Ansat ved nyhedsmagasinet NB 1970. Politisk medarbejder ved Dagbladet, Ringsted, 1971-74. Redaktør i Statsministeriet 1974-75. Driver informationsvirksomheden »H-Consulting«.
Formand for VU på Midtlolland 1963-66. Formand for Ringstedlejerforeningen Sdr. Park 1970-74 og medlem af bestyrelsen for Ringsted Almennyttige Boligselskab 1974-86. Formand for Midtsjællands Naturfredningsforening 1972-75. Medlem af bestyrelsen for Lolland-Falsters Folketidende 1981-86. Medlem af Ringsted Byråd, gruppeformand for Venstre 1976-86, viceborgmester 1979-86. Formand for udvalget for Ringsted Kommunale Værker 1981-85. Medlem af programrådet for Vestsjællands Amt 1974-82 og medlem af bestyrelsen for Vestsjællands Trafikselskab 1979-82. Medlem af bestyrelsen for Ringsted Handelsskole 1990-94.
Medlem af VU's landsstyrelse 1965-68 og medlem af LOF's landsstyrelse 1966-68. Medlem af hovedbestyrelsen for Danmarks Naturfredningsforening 1975-79. Medlem af Lønningsrådet og af bestyrelsen for KTAS 1978-86. Medlem af Privatbanerådet 1978-82 og af Jernbanerådet 1978-79. Medlem af bestyrelsen for Kryolitselskabet Øresund 1982-86. Medlem af bestyrelsen for Naturgas Sjælland 1990-94, medlem af repræsentantskabet for DONG A/S 1988-90. Medlem af Nationalbankens repræsentantskab 1990-91. Medlem af bestyrelsen for Nucon A/S 1989-90. Medlem af bestyrelsen for Bikubens Pensionsfond. Medlem af bestyrelsen for Venstres folketingsgruppe 1978-79 og 1982-86, næstformand fra 1990. Formand for Folketingets Kommunaludvalg 1982-83. Medlem af Folketingets Finansudvalg 1978-79, formand 1982-86 og igen 1988-90. Formand for Lolland Falsters Folketidendes Fond fra 1993. Formand for Udvalget vedr. Tilsyn med Efterretningstjenesten 1993-98. Medlem af Nordisk Råd 1993-2001, formand for den danske delegation 1998-2001. Præsident for Nordisk Råd 2001.
Hovmand udgav i 1973 bogen "Det nære samfund" med undertitlen "En debatbog om kommunalpolitik".
Bogen kan ses på baggrund af den politikudvikling som Poul Hartling igangsatte efter at Venstre havde tabt 4 mandater ved Folketingsvalget 1971.
I bogen agiterede Hovmand for en decentralisering af magten.
Han påpegede for eksempel at befolkningen i landkommunerne i mange tilfælde følte at Kommunalreformen i 1970 var et administrativt tilbageskridt. Følgen af reformen kunne være at befolkningen fik betydeligt længere til kommunekontoret, hvilket især var et problem for ældre mennesker og hvor der var begrænset offentlig transport.
Senere udgav Hovgaard også "Virksomheden og trafikministeriet" i 1978.
Partiets kandidat i Nykøbing Falsterkredsen fra 1974.
2003 blev han Kommandør af 1. grad af Dannebrog.

## TDC-sagen
Svend Erik Hovmand blev i 2004 anklaget i pressen for at have undladt at gribe ind i den såkaldte TDC-sag, hvor firmaet udnyttede et milliard stort skattefradrag. På denne baggrund bad han statsministeren om at få gennemført en dommer kommissionsundersøgelse. Efter næsten 3 år blev ministeren frikendt af kommissionen. 